# 多德森岩
多德森岩（英語：Dodson Rocks）是南極洲的岩石，位於麥克羅伯特森地，處於辛格爾島南部，在1969年由澳大利亞探險隊發現，以高級地質學家命名，現時由南極條約體系管理。